# Zasłużony Działacz Sztuk Ukrainy

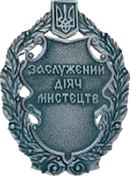
Odznaka „Zasłużony Działacz Sztuk Ukrainy”

Zasłużony Działacz Sztuk Ukrainy (ukr. Заслужений діяч мистецтв України) – ukraiński tytuł honorowy.